# Anomala ohausiana
Anomala ohausiana är en skalbaggsart som beskrevs av Louis Burgeon 1932. Anomala ohausiana ingår i släktet Anomala och familjen Rutelidae. Inga underarter finns listade i Catalogue of Life.